# Захаров Михайло Єгорович
Михайло Єгорович Захаров (нар. 1918, село Лучинське Подольського повіту Московської губернії, тепер Московської області, Російська Федерація — ?, місто Подольськ Московської області, Російська Федерація) — радянський державний діяч, новатор виробництва, токар Подольського машинобудівного заводу імені Серго Орджонікідзе Московської області. Депутат Верховної ради Російської РФСР 6-го скликання. Кандидат у члени ЦК КПРС у 1961—1971 роках. Член ЦК КПРС у 1971—1976 роках. Герой Соціалістичної Праці (9.07.1966).

## Життєпис
Народився в селянській родині. Закінчив сім класів школи.
У 1933—1936 роках — учень токаря, в 1936—1939 роках — токар Подольського машинобудівного заводу імені Серго Орджонікідзе Московської області.
У 1939—1946 роках — у Радянській армії, учасник німецько-радянської війни.
Член ВКП(б) з 1943 року.
У 1946—1980 роках — токар Подольського машинобудівного заводу імені Серго Орджонікідзе Московської області.
Указом Президії Верховної Ради СРСР від 9 липня 1966 року за видатні заслуги у виконанні завдань семирічного плану і досягнення техніко-економічних показників в роботі Захарову Михайлу Єгоровичу присвоєно звання Героя Соціалістичної Праці з врученням ордена Леніна і золотої медалі «Серп і Молот».
Досягнув значних успіхів при спорудженні теплових електростанцій, виробництві та освоєнні нових потужних енергетичних агрегатів. Був зачинателем руху наставництва на Подольському машинобудівному заводі імені Орджонікідзе.
У 1967 році закінчив Всесоюзний заочний технікум важкого машинобудування в місті Подольську Московської області.
З 1980 року — на пенсії в місті Подольську Московської області.

## Нагороди і звання
- Герой Соціалістичної Праці (9.07.1966)
- два ордени Леніна (20.09.1962, 9.07.1966)
- орден Жовтневої Революції (5.04.1971)
- орден Вітчизняної війни ІІ ст. (11.03.1985)
- медалі